# Tino Pietrogiovanna
Tino Pietrogiovanna (Santa Caterina Valfurva, 19 dicembre 1950) è un allenatore di sci alpino ed ex sciatore alpino italiano.

## Biografia

### Carriera sciistica
Specialista delle gare tecniche nato a Santa Caterina di Valfurva, Pietrogiovanna esordì in Coppa del Mondo nel 1969 e nel massimo circuito internazionale ottenne il primo piazzamento di rilievo il 17 dicembre 1972 a Madonna di Campiglio in slalom speciale (6º); complessivamente conquistò dieci piazzamenti nei primi dieci e due podi, entrambi terzi posti: uno in slalom speciale, il 23 marzo 1973 a Heavenly Valley dietro a Jean-Noël Augert e a Bob Cochran, e uno in slalom gigante, il 18 dicembre 1974 a Madonna di Campiglio dietro a Piero Gros e a Greg Jones.
Il 7 gennaio 1974 si classificò 5º nello slalom gigante di Berchtesgaden, preceduto dai connazionali Piero Gros, Gustav Thöni, Erwin Stricker e Helmuth Schmalzl: l'eccezionale risultato fu salutato dalla stampa italiana con l'appellativo "Valanga azzurra", che sarebbe poi entrato nell'uso comune in riferimento alla forte squadra italiana di sci alpino dell'epoca. Il suo ultimo piazzamento agonistico fu il 7º posto ottenuto nello slalom parallelo di Coppa del Mondo disputato in Val Gardena il 23 marzo 1975; non prese parte a rassegne olimpiche o iridate.

### Carriera da allenatore
Dopo il ritiro dalle gare fu allenatore del Comitato Alpi Centrali - settore maschile (1978-1982) e della squadra A maschile di slalom e gigante della nazionale italiana (1982-1989), seguendo anche Alberto Tomba. Successivamente allenò Deborah Compagnoni (1989-1994 part-time, allenatore responsabile dal 1994 al 1999). Dal 1999 al 2005 è stato direttore tecnico della squadra A femminile.

## Palmarès

### Coppa del Mondo
- Miglior piazzamento in classifica generale: 24º nel 1975
- 2 podi
  - 2 terzi posti

### Campionati italiani
- 2 medaglie[6]:
  - 1 argento (slalom speciale nel 1972)
  - 1 bronzo (slalom speciale nel 1975)